# Xã Sheridan, Quận Linn, Kansas
Xã Sheridan (tiếng Anh: Sheridan Township) là một xã thuộc quận Linn, tiểu bang Kansas, Hoa Kỳ. Năm 2010, dân số của xã này là 527 người.